# Фэн Юнь
Фэн Юнь (кит. 丰云, пиньинь Fēng Yún; род. 2 октября 1966 года) — профессиональный игрок в го китайского происхождения, проживающая в настоящее время в США. Является одной из четырёх женщин (вместе с Чо Хе Ён, Пак Чи Ын и Жуй Найвэй), имеющих высший ранг го — 9 профессиональный дан.

## Биография
Фэн Юнь родилась в Чунцине, Китай. Она начала играть в го в возрасте 9 лет. В 1979 году, в возрасте 12 лет она получила ранг 1 профессионального дана. В 1997 Фэн Юнь достигла высшего ранга — 9 профессинального дана став второй женщиной в мире (после Жуй Найвэй), добившейся этого. В 2000 году Фэн Юнь переехала в США, где открыла свою школу го.

## Титулы
| Титул                                        | Победа           | Финалист         |
| -------------------------------------------- | ---------------- | ---------------- |
| National Women Individual                    | 1983             | 1990, 1991       |
| Bohae Cup Women Go Contest                   | 1995             | 1994, 1996, 1997 |
| North American Masters Tournament            |                  | 2008             |
| North American Toyota Denso Oza Championship | 2001, 2004, 2006 |                  |